# Porte Maillot (metrostation)
Porte Maillot er en station på metronettet i Paris og betjener metrolinje 1. Den ligger på grænsen mellem 16. og 17. arrondissement i nærheden af Porte Maillot, som engang var en vigtig indgangsport af træ til Paris med indgang fra Bois de Boulogne. Portens navn var dengang porte Mahiaulx og derpå Mahiot, der muligvis kommer fra spillet pall-mall (fransk: jeu de mail), der er af samme type som kroket. I vestlig retning betjener metrostationen Neuilly-sur-Seine.

## Beliggenhed
Stationen er beliggende under Place de la Porte Maillot mellem Avenue Charles-de-Gaulle i Neuilly-sur-Seine og Avenue de la Grande-Armée i Paris.
Oprindelig var den endestation for metrolinje 1, da det er den vestligste station i det indre Paris. Den har fire perroner, der opdeler stationen i to parallelle halvdele. De to midterste spor tjener som opstillingsspor. Der fører en tunnel med fire spor videre til metrostationen Les Sablons, og de to centrale spor i den tjener ligeledes som opstillingsspor.

## Historie
Den første station med navnet Porte Maillot åbnede i 1900. Endestationen var da en sløjfe, som tillod togene at afgår hurtigt igen i modsat retning. Den havde ligesom Porte de Vincennes og Porte Dauphine to tunneller med hver to spor omkring en central perron og lå under Avenue de la Grande-Armée.
Stationen blev flyttet i 1937 i forbindelse med forlængelsen af metrolinjen til Pont de Neuilly. Den gamle sløjfe ligger i samme dybde som Petite Ceinture-linjen lige ved siden af og forhindrede brugen af den gamle endestation. De nye spor fører derfor i lige linje forbi indgangen til sløjfen og passerer under den (og derfor også under Petite Ceinture-linjen, som er blevet til RER-linje C) og den nye station ligger lidt længere fremme. De nye perroner blev bygget 105 meter lange for at kunne tage toge med 7 vogne, men planen om sådanne er aldrig blevet realiseret.

I 1992 omdannede RATP den gamle endestation til en modtageplads, Espace Maillot. Den blev i 2007 igen omdannet til en ny vedligeholdelsescentral for de nye førerløse tog MP 05, som skal køre på linjen fra 2010.

## Automatisering
Inden for rammerne af projektet for modernisering og automatisering af metrolinje 1 blev perronerne forhøjet i week-enden fra 6. til 7. september 2008. Porte Maillot er den første station på linjen, som fik installeret automatiske skydedøre langs perronkanten. Det skete i slutningen af 2008 på den ubenyttede perron i retning mod Château de Vincennes.

## Adgang
Der er indgang til stationen fra
- Palais des congrès 48°52′43″N 2°17′00″Ø / 48.87861°N 2.28333°Ø
- Boulevard Gouvion Saint-Cyr 48°52′42″N 2°17′04″Ø / 48.87833°N 2.28444°Ø
- Place de la Porte Maillot terre-plein central 48°52′40″N 2°16′59″Ø / 48.87778°N 2.28306°Ø
- Avenue de la Grande Armée 48°52′38″N 2°17′04″Ø / 48.87722°N 2.28444°Ø
- Avenue de Malakoff 48°52′37″N 2°17′03″Ø / 48.87694°N 2.28417°Ø
- Avenue Charles de Gaulle 48°52′42″N 2°16′48″Ø / 48.87833°N 2.28000°Ø
- Rue de Chartres 48°52′43″N 2°16′49″Ø / 48.87861°N 2.28028°Ø

## Trafikforbindelser
- RATP
- Cars Air France

## Omgivelser
- Palais des Congrès ligger over stationen, og man kan komme direkte dertil fra en korridor, som går mellem metro- og RER-stationen.
- Overdækningen af RER-linjen mellem stationerne Neuilly – Porte Maillot og Pereire - Levallois er blevet gjort til gangsti for fodgængere.

## Galleri
- Nordlige stationshalvdel.
- Nordlige stationshalvdel, stopklods i opstillingssporet
- Sydlige stationshalvdel, perronfacader under montering
- Sydlige stationshalvdel, perronfacader under under montering